# 宗碩
宗碩（そうせき、文明6年（1474年） - 天文2年4月24日（1533年5月18日））は、戦国時代の連歌師。別号は月村斎。尾張国の生れ。
19歳より前に京都種玉庵にいた連歌師の宗祇に師事。宗祇が亡くなってからは、京都に拠点を置きながら連歌師として活躍し、公家や大名の使者として北陸・東国・九州などを旅した。公家の近衛尚通・三条西実隆や周防国山口の大内政弘などとの交流が知られる。「十花千句」「伊勢千句」などに句が入集されているほか、いくつかの「宗碩集」、伊勢への紀行文である「佐野のわたり」がある。また、古典学では宗祇が「古今和歌集」を講釈した内容を書き記した「十口抄」や「勅撰名所和歌抄出」「源氏男女装束抄」がある。